# Борислав Стевановић (фудбалер)
Борислав Стевановић (Титова Митровица, 22. септембар 1975 — 24. јануар 2022) био је српски фудбалер. Играо је на позицији нападача.

## Каријера
Рођен је у Титовој Митровици (данашња Косовска Митровица). На клупском нивоу, Стевановић је наступао у Југославији, Шпанији и Румунији. Носио је дресове Радничког из Ниша, Мериде, Рада, Земуна, У Крајове 1948 и БАСК-а.
Такође је забележио један наступ за репрезентацију Савезне Републике Југославије и то на опроштајној утакмици Драгана Стојковића Пиксија против Јапана 2001. године (0 : 1).
Преминуо је 24. јануара 2022. године, у 46. години живота.